# عفريتة إسماعيل يس (فلم)
عفريتة إسماعيل يس هو فيلم مصري عرض عام 1954، بطولة إسماعيل ياسين وكيتي، من تأليف أبو السعود الإبياري، ومن إخراج حسن الصيفي.

## قصة الفيلم
تدور الأحداث حول (كيتي) راقصة تعمل بملهى ليلي لدى رجل يلعب القمار (سراج منير) ويخسر ماله به، يريد أن يعوض خسارته فيستعين بصديقة (فريد شوقي)، يدبرا لقتل كيتي لكي يقبض بوليسة التأمين المؤمنة على حياتها فيوافق صاحب الملهى، يحاول فريد شوقي بشتى الطرق أن يقتل كيتي ولكن إسماعيل صديقها (إسماعيل يس) يحبطها بسذاجته وطيبته الزائدة وأخيرا ينجح بقتل كيتي بعد أن أنتظرها بمنزلها ثم قتلها ومن هنا تبدأ شخصية كيتي على انها شبح (روح)، تستعين روح كيتي بإسماعيل لكي يجد القاتل ويسلمه إلى العدالة حيث تدخل أليه ليلا في غرفته وتحكي له ما حدث، ولكنه لم يصدقها في البداية ولكنه يرى جثة كيتي المقتولة ومن هنا تبدأ المواقف الكوميدية حيث يظن الجيران أن إسماعيل هو من قتلها ومن ثم يهرب بطريقة مضحكة مستعينا بروح كيتي وأيضا إذ تفعل به روح كيتي مقالب حيث توقع بينه وبين خطيبته (زينات صدقي) وأيضا توقعه بمشكلة وتدخله مستشفى المجانين في إطار كوميدي وفي النهاية ينجح إسماعيل بالقبض على القاتل ويتزوج خطيبته.

## طاقم التمثيل
- إسماعيل ياسين: (إسماعيل)
- كيتي: (كيتي)
- فريد شوقي: (حميدو)
- سراج منير: (عادل كامل)
- محمد كمال المصري: (شملول)
- ماري منيب: (ضريبة)
- زينات صدقي: (زلابية)
- فردوس محمد: (والدة إسماعيل)
- عبد المنعم إسماعيل: (المعلم منعم)
- عبد الغني النجدي: (نزيل المستشفى)
- عبد العظيم كامل: (الطبيب)
- محمد الملواني: (البوسطجى)
- أحمد درويش: (صاحب النادي)
- دولت حلمي: (خالة زلابية)
- عبد المنعم إمام
- أحمد فؤاد
- محمد سلمان: (المطرب)
- محسن حسنين: (أحد أفراد العصابة)
- الطوخي توفيق: (أحد أفراد العصابة)
- علي المعاون: (أحد أفراد العصابة)
- عزت طعمية
- فيفي سلامة: (راقصة)
- إيلين دياتو: (راقصة)

## فريق العمل
- إخراج وسيناريو: حسن الصيفي
- قصة وحوار: أبو السعود الإبياري
- مدير التصوير: مسعود عيسى
- مونتاج: عبد المنعم توفيق
- مهندس المناظر: عباس حلمي
- إنتاج: أفلام مصر الجديدة (وحيد فريد)
- مدير الإنتاج: رمسيس نجيب
- توزيع: أفلام مصر الجديدة
- تأليف الأغاني: فتحي قورة

## روابط خارجية
- مقالات تستعمل روابط فنية بلا صلة مع ويكي بيانات